# Вітрові хвилі
Вітрові хвилі — коливальні рухи води, що викликані енергією вітру при його прямій дії на її поверхню.
Вітрові хвилі спостерігаються тільки в верхньому шарі до глибини 50—60 метрів. Розміри хвиль знаходяться в прямій залежності від швидкості і довжини розгону вітру, часу його дії на водну поверхню, розмірів водного простору, що охоплений вітром і глибини водойми.
В початковій стадії розвитку хвилі мають характер бризу, який потім перетворюється в обособлені гребені. В глибоководних частинах морів висота хвиль при сильному і довгому вітрі може досягати 10 м і більше, в океанах від 13—18 м до 25 м; швидкості розповсюдження — до 14—15 м/с.